# Лисаветівська перша волость
Лисаветівська перша волость — адміністративно-територіальна одиниця Новомосковського повіту Катеринославської губернії.
Станом на 1886 рік — складалася з 6 поселень, 7 сільських громад. Населення — 1332 особи (646 чоловічої статі та 686 — жіночої), 509 дворових господарств.
|                     | Площа, десятин | У тому числі орної, десятин |
| ------------------- | -------------- | --------------------------- |
| Сільських громад    | 12823          | 6775                        |
| Приватної власності | 22604          | 6823                        |
| Іншої власності     | 123            | 30                          |
| Загалом             | 35550          | 15648                       |

Найбільше поселення волості:
- Єлизаветівка — село при болоті Солоний Ноздранак в 50 верстах від повітового міста, 2052 осіб, 375 дворів, православна церква, школа, земська поштова станція, 3 ярмарки.
- Курилівка — село при болоті Селікань, 857 осіб, 134 двори, льонопрядільна фабрика.
- Миколаївка — село при струмках, 866 осіб, 154 двори.
- Бригадирівка - село (згодом хутір) при річці Чередничка.